# Kongeriget Gwent
Gwent (oldwalisisk Guent) var et walisisk kongerige i middelalderen, der lå mellem floderne Wye og Usk. Det eksisterede fra Enden på romersk herredømme i Storbritannien omkring slutningen af 400-tallet og frem til normannerne erobrede England i 1000-tallet. Sammen med naboriget Glywyssing, synes det at have en stor kulturel kontinuitet med de tidligere silurere, og beholdt deres domstole og bispedømmer separat fra resten af Wales indtil riget blev erobret af Gruffydd ap Llywelyn. Selvom det fik uafhængighed efter hans død i 1063, så var Gwent det førsteaf de walisske kongeriger der blev erobret efter den normanniske erobring.